# 佐久警察署
佐久警察署（さくけいさつしょ）は、長野県警察が管轄する警察署の一つである。

## 所在地
- 〒385-0022 長野県佐久市岩村田1156-2

## 南佐久庁舎

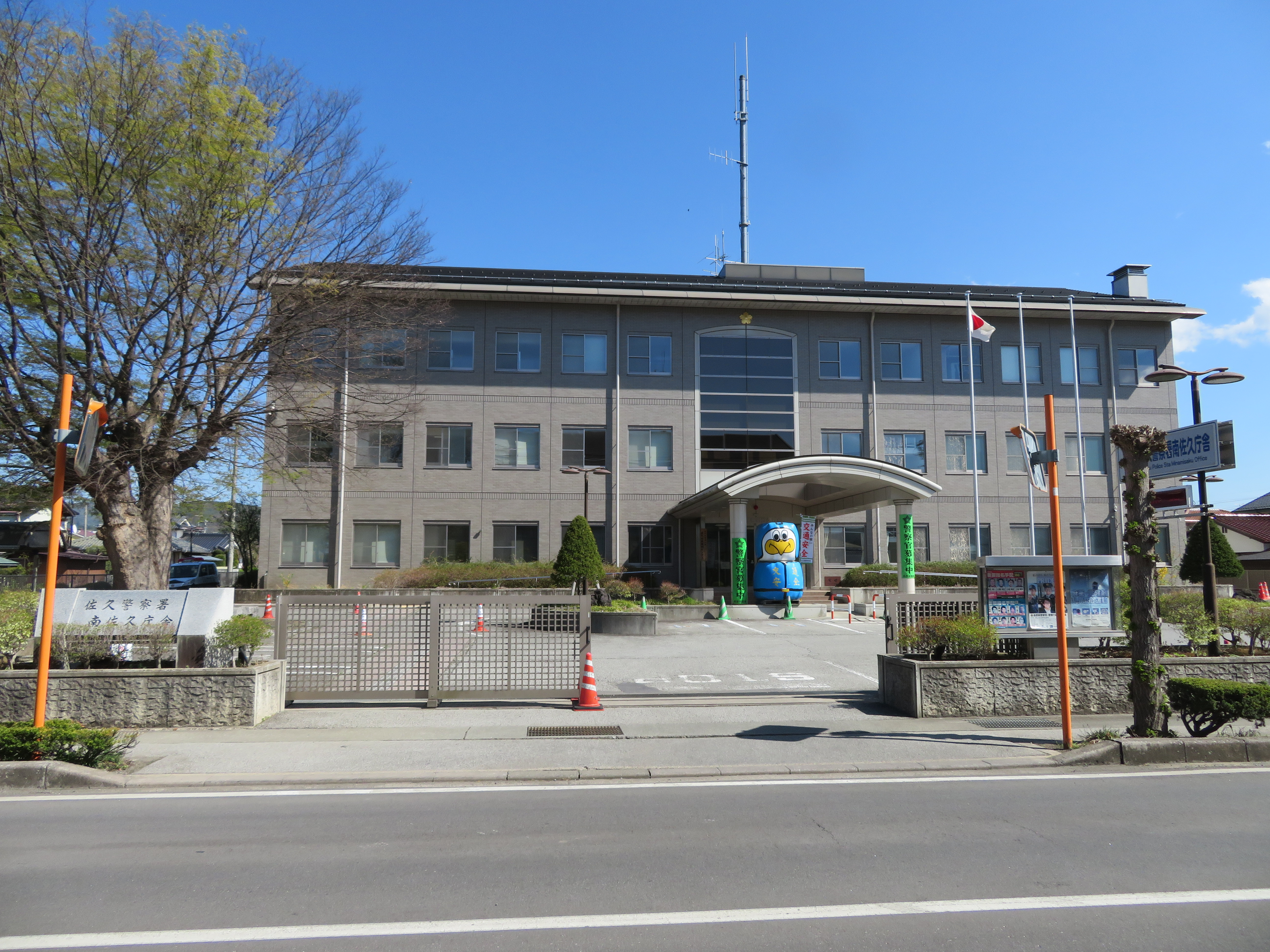
南佐久庁舎

- 〒384-0301 長野県佐久市臼田2010

旧南佐久警察署の庁舎を使用。
臼田警部交番、佐久警察署地域課自動車警ら班、佐久地域警察機動センター（刑事部機動捜査隊東信分駐隊）などが入居する。

## 川西庁舎
- 〒384-2204 長野県佐久市協和131-1

旧望月警察署の庁舎を使用。
望月警部交番、交通部交通機動隊佐久分駐隊などが入居する。
2012年（平成24年）4月2日、同地に東信運転免許センターが設置された。

## 管轄区域
- 佐久市
- 北佐久郡
  - 御代田町
  - 立科町
- 南佐久郡
  - 佐久穂町
  - 小海町
  - 南相木村
  - 北相木村
  - 南牧村
  - 川上村

統合の際、旧望月警察署が管轄していた東御市旧北御牧村は上田警察署の管轄となった。

## 沿革
- 2010年（平成22年）4月1日 ‐ これまでの佐久警察署と南佐久警察署ならびに望月警察署の3署を統合し、新「佐久警察署」として業務を開始する。本署庁舎はこれまでの佐久警察署庁舎を使用、旧南佐久・望月両署の庁舎は分庁舎となる。
- 2017年（平成29年）8月 ‐ 庁舎の老朽化・狭隘化が進んでいたため、建て替えを行い新庁舎の業務を開始。

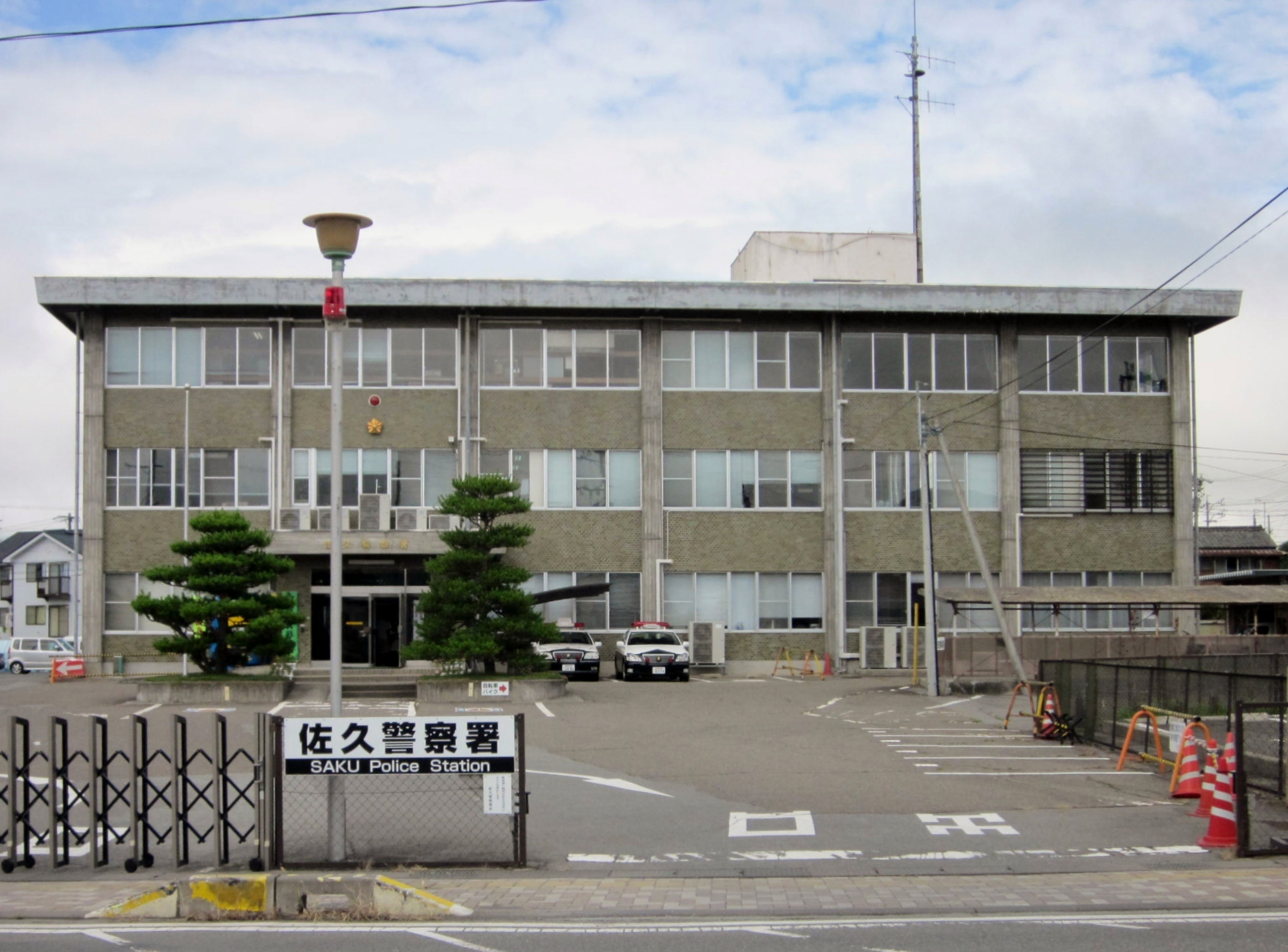
旧庁舎

## 組織
- 総務課
- 会計課
- 生活安全課
- 地域課
- 刑事課
- 交通課
- 警備課

## 交番
- 中央交番（佐久市）
- 佐久平駅前交番（佐久市）
- 南部交番（佐久市）
- 御代田町交番

（旧南佐久警察署管内）
- 臼田警部交番（佐久市、南佐久庁舎内）
- 小海町交番
- 佐久穂町交番

（旧望月警察署管内）
- 望月警部交番（佐久市、川西庁舎内、かつての署所在地交番）

## 警察官駐在所
（旧南佐久警察署管内）
- 川上村警察官駐在所 (川上村)
- 南相木村・北相木村警察官駐在所（北相木村）
- 南牧村警察官駐在所

（旧望月警察署管内）
- 茂田井警察官駐在所（立科町）
- 布施警察官駐在所（佐久市）
- 春日警察官駐在所（佐久市）
- 協和警察官駐在所（佐久市）
- 八幡警察官駐在所（佐久市）
- 中津警察官駐在所（佐久市）
- 芦田警察官駐在所（立科町）
- 山部警察官駐在所（立科町）